# Christoph Brandt (Landwirt)
Johann Christoph Brandt (* 17. Mai 1800 in Allendorf an der Werra; † 5. Dezember 1858 ebenda) war ein deutscher Landwirt und Mitglied der Kurhessischen Ständeversammlung.

## Leben
Christoph Brandt wurde als Sohn des Chirurgen Wilhelm Brandt und dessen Ehefrau Anna Maria Grunwald geboren. Er betrieb in seinem Heimatort eine Landwirtschaft und hatte von 1836 bis 1838 ein Mandat für die kurhessische Ständeversammlung.